# Everett Shelton
Everett F. Shelton (Cunningham, 12 maggio 1898 – Sacramento, 16 aprile 1974) è stato un cestista, giocatore di football americano, giocatore di baseball, allenatore di pallacanestro e allenatore di football americano statunitense.
È membro del Naismith Memorial Basketball Hall of Fame dal 1980 in qualità di allenatore.

## Carriera
Nell'arco di una carriera da allenatore di pallacanestro durata 46 anni, ha vinto 850 partite a fronte di 437 sconfitte. Nella stagione 1942-1943 ha conquistato il titolo NCAA con i Wyoming Cowboys.

## Palmarès
- Campione NCAA (1943)